# 兆
兆（ちょう）は漢字文化圏における数の単位の一つ。兆がいくつを示すかは時代や地域により異なる。現在、日本・中国・韓国では 1012 = 1000000000000 を示す。

## 概説
「兆」は古く『書経』に見えているが、「兆民」や「億兆」という語で天下の多くの人々を意味する用法があるだけで、具体的な数としては現れない。後の注釈では具体的な数が割り当てられ、億の上の位とされたが、十億とされたり、万億とされたり、万万億とされたりした。
10倍ごとに位取りの名称を定める下数で「兆」は 106、上数では兆は億 (108) の億倍で 1016 を指し、中数の万万進では上数と同じく 1016、万進では億の万倍で 1012 となった。
日本では江戸時代に万進に統一されたので 1012 となり、かつて日本統治下にあった台湾・韓国でも 1012 となった。
中国では、万進と万万進が統一されることなく近代化が始まってしまったため、あまり使われていなかった「兆」以上の単位については混乱が生じた。中国大陸では1012 のことは「万億（万亿）」という。現在では「兆」は主にメガ（100万）の翻訳語として使われるが、これは下数に相当する。なお、「テラ」は音訳して「太」（または太拉）という。一方、台湾・香港ではメガの意味で「百万」を、テラの意味で「兆」を使用しているため、混乱のもとになっている。
ベトナム語で106（現在ベトナム以外の漢字文化圏で行われる万進でいうところの「百万」）を意味する「triệu」も下数の意味での「兆」の漢字音である。
兆の位および前後の位の命数は以下のようになる。下表が示す通り、兆の位に達するか兆の位を超えると、よく「天文学的数字にはねあがる」という表現が使われる。
| 下数 | 下数 | 万進（現在） | 万進（現在） | 万万進 | 万万進 | 上数 | 上数     |
| ---- | ---- | ------------ | ------------ | ------ | ------ | ---- | -------- |
| 105  | 億   | 108          | 一億         | 108    | 一億   | 108  | 一億     |
| 106  | 兆   | -            | -            | -      | -      | -    | -        |
| 107  | 京   | 1011         | 千億         | 1015   | 千万億 | 1015 | 千万億   |
| -    | -    | 1012         | 一兆         | 1016   | 一兆   | 1016 | 一兆     |
| -    | -    | 1013         | 十兆         | 1017   | 十兆   | 1017 | 十兆     |
| -    | -    | 1014         | 百兆         | 1018   | 百兆   | 1018 | 百兆     |
| -    | -    | 1015         | 千兆         | 1019   | 千兆   | 1019 | 千兆     |
| -    | -    | 1016         | 一京         | 1020   | 一万兆 | 1020 | 一万兆   |
| -    | -    | -            | -            | 1021   | 十万兆 | 1021 | 十万兆   |
| -    | -    | -            | -            | 1022   | 百万兆 | 1022 | 百万兆   |
| -    | -    | -            | -            | 1023   | 千万兆 | 1023 | 千万兆   |
| -    | -    | -            | -            | 1024   | 一京   | 1024 | 一億兆   |
| -    | -    | -            | -            | -      | -      | 1025 | 十億兆   |
| -    | -    | -            | -            | -      | -      | 1026 | 百億兆   |
| -    | -    | -            | -            | -      | -      | 1027 | 千億兆   |
| -    | -    | -            | -            | -      | -      | 1028 | 一万億兆 |
| -    | -    | -            | -            | -      | -      | 1029 | 十万億兆 |
| -    | -    | -            | -            | -      | -      | 1030 | 百万億兆 |
| -    | -    | -            | -            | -      | -      | 1031 | 千万億兆 |
| -    | -    | -            | -            | -      | -      | 1032 | 一京     |

なお、「兆」という漢字は洪水から逃げる人のさまを象る象形文字で、この文字を数を指す単語に当てるのは仮借による。『説文解字』は占いのときの亀の甲の割れ目の形を象った文字と解釈しているが、これは誤った分析である。
『康熙字典』では「兆」の字は「儿 (にんにょう・ひとあし)」に属する。

## 性質
日本などの1兆 (1012) は、英語圏のShort scaleではトリリオン (Trillion) 、Long scaleでは Billion と呼ぶ。
千進の英語圏Short scale、万進の漢字圏、百万進のLong scaleで単位があがる数である。これは他に𥝱（秭）、澗、極、那由他（指数が12の倍数となる10の累乗数）が該当する。